# Монтроуз (окръг)
Вижте пояснителната страница за други значения на Монтроуз.
Окръг Монтроуз (на английски: Montrose County) е окръг в щата Колорадо, Съединени американски щати. Площта му е 5809 km², а населението - 41 784 души (2017). Административен център е град Монтроуз.

## Градове
- Олейт